# كهف بيل باك يارد
كهف بيل باك يارد (بالإنجليزية: Bell's Backyard Cave)‏ هو كهف يقع ضمن أقاليم ما وراء البحار البريطانية في منطقة جبل طارق التابعة للتاج البريطاني.